# Mastigostyla peruviana
Mastigostyla peruviana är en irisväxtart som beskrevs av Robert Crichton Foster. Mastigostyla peruviana ingår i släktet Mastigostyla och familjen irisväxter. Inga underarter finns listade i Catalogue of Life.